# La Peste (film, 1983)
Pour les articles homonymes, voir La Peste et Peste (homonymie).
Pour plus de détails, voir Fiche technique et Distribution.
La Peste (Чума, Tchouma) est un film soviétique réalisé par Davit Takaishvili, sorti en 1983.

## Synopsis
Ce court métrage représente le fascisme comme une épidémie.

## Fiche technique
- Titre : La Peste
- Titre original : Чума (Tchouma)
- Réalisation : Davit Takaishvili
- Scénario : David Sikharoulidze
- Musique : Temur Bakuradze
- Photographie : Violeta Karosanidze
- Montage :
- Société de production : Georgia-Film et Studios de Grouzia Films
- Pays :  Union soviétique
- Genre : Animation
- Durée : 10 minutes
- Dates de sortie : 
  -  Union soviétique : 1er décembre 1983

## Distinctions
Le film a reçu la Palme d'or du court métrage lors du Festival de Cannes 1984 ex aequo avec Le Cheval de fer.